# Kaïs Kabtani
Kaïs Kabtani (arabe : قيس القبطني), né en 1971, est un diplomate tunisien, ambassadeur et représentant permanent auprès de l'Organisation des Nations unies à New York en 2020.

## Biographie

### Formation
Diplômé en droit, diplomatie et études stratégiques.

### Carrière
Il commence sa carrière comme conseiller aux affaires étrangères auprès de la délégation tunisienne auprès de l'Organisation des Nations unies, et ce de 2001 à 2007. Durant cette même période, il est vice-président de la commission d'information de l'Assemblée générale des Nations unies en 2002-2003 puis rapporteur de la commission des affaires politiques de ladite assemblée en 2004-2005.
Après un passage à Madrid entre 2010 et 2015, il devient ambassadeur en Éthiopie et délégué permanent de la Tunisie auprès de l'Union africaine.
En mai 2020, il est nommé par le président Kaïs Saïed comme ambassadeur et représentant permanent de la Tunisie auprès de l'Organisation des Nations unies à New York. En septembre de la même année, il est limogé à la suite des « déclarations de presse surprenantes qu'il a faites à des organes de presse étrangers alors qu'il était encore porteur de l'étendard tunisien à l'étranger » et à des problèmes dans la gestion administrative et financière de la mission. Kabtani décide dans la foulée de quitter la diplomatie tunisienne.
Il parle cinq langues, à savoir l'arabe, le français, l'anglais, l'espagnol et le russe.

### Vie privée
Il est marié et père de deux enfants.